# اوست-شونوشا
اوست-شونوشا (به لاتین: Ust-Shonosha) یک منطقهٔ مسکونی در روسیه است که در استان آرخانگلسک واقع شده‌است.